# Zeroud
El oued Zeroud (àrab: وادي زرود, wādī Zurūd) és un riu de Tunísia, que creua la governació de Kairuan. Tot i ser el segon més important de Tunísia, és sec bona part de l'any. Es tracta més que d'un riu d'una sèrie de torrents que drenen la regió del Djebel Nara i Djebel Tazza i que són controlats actualment per l'embassament de Sidi Saad, uns 45 km al sud-oest de Kairuan. Desemboca pel llac Sebkhet Cherita, a la mar Mediterrània al golf d'Hammamet.
El principal uadi arriba del Djebel Lasouda. En tot aquesta zona una sèrie d'uadis s'ajunten amb l'oued Zeroud que corre durant uns 40 km entre l'embassament i una zona a un 10 km al sud-est de Kairuan on deixa de ser estrictament un riu i es formen les avingudes que recullen les aigües i que la porten fins a Sussa, on desaigua la principal. El seu curs és d'uns 40 km del que seria un riu i 150 km en el conjunt.
La pluviometria reduïda de la regió fa que no porti aigua a l'estiu però produeix inundacions a la tardor, quan la pluja cau en poc temps. La construcció de l'embassament ha posat en regadiu la zona i ha evitat inundacions, però ha reduït l'aigua de les napes freàtiques que estan sobreexplotades.